# 屏東縣滿州鄉滿州國民小學
屏東縣滿州鄉滿州國民小學，簡稱滿州國小，是位於屏東縣滿州鄉中山路的公立國民小學，前身為恆春國語傳習所豬朥束分教場，創立於1896年9月10日，為屏東縣的百年老校之一。

## 歷史
滿州國小前身為恆春國語傳習所豬朥束分教場，設立於1896年（明治29年）9月10日，校址設於豬朥束社（今滿州鄉里德聚落）大頭目潘文杰居處附近。:82
1900年（明治33年）9月26日，公告限期廢止恆春國語傳習所，並將豬朥束分教場改設為豬朥束國語傳習所。10月4日，舉行開所儀式。:87
1905年（明治38年）4月1日，改制為蚊蟀公學校，校址位於永靖里蚊蟀庄。1921年（大正10年）4月1日，改稱為滿州公學校。
1941年（昭和16年）4月1日，全臺公學校、小學校改制為國民學校，本校改稱為滿州國民學校。
1945年（民國34年）第二次世界大戰日本戰敗後，國民政府接收臺灣。本校由曾辛得負責接管，並擔任校長。1948年（民國37年）設立九棚分班（後為九棚國小，2006年廢校）。1952年（民國41年），九棚分班獨立設校。1955年（民國44年），設立長樂分班（今長樂國小）。1957年（民國46年），長樂分班改為長樂分校。1961年（民國50年），長樂分校獨立設校。
1968年（民國57年）8月1日，因應實施九年國民教育，改稱為屏東縣滿州鄉滿州國民小學。

## 歷任校長

### 日治時期
日治時期歷任校長如下：
| 任別 | 姓名       | 任期                         |
| ---- | ---------- | ---------------------------- |
| 1    | 鈴木傳之助 | 1905年5月9日－1917年4月25日  |
| 2    | 岡田賴雄   | 1917年4月25日－1918年6月8日  |
| 3    | 南出隆     | 1918年6月8日－1919年8月9日   |
| 4    | 大谷甚吉   | 1919年8月22日－1925年3月28日 |
| 5    | 遠藤豐作   | 1925年3月28日－1928年3月31日 |
| 6    | 木下捨之助 | 1928年3月31日－1933年4月1日  |
| 7    | 原井正義   | 1933年4月1日－1937年3月1日   |
| 8    | 武久七之助 | 1937年3月1日－1941年6月3日   |
| 9    | 宇津秀雄   | 1941年6月3日－1944年3月26日  |
| 10   | 竹間侶一   | 1944年3月26日－1945年12月1日 |

### 民國時期
民國時期歷任校長如下：
| 任別 | 姓名   | 到任日期                     |
| ---- | ------ | ---------------------------- |
| 1    | 曾辛得 | 1945年12月1日－1969年2月1日  |
| 代理 | 謝壽雲 | 1969年2月1日－1969年9月8日   |
| 2    | 曾乙春 | 1969年9月8日－1974年8月30日  |
| 3    | 張福來 | 1974年8月30日－1986年8月19日 |
| 4    | 董榮名 | 1986年8月19日－1993年9月6日  |
| 代理 | 鍾金星 | 1993年9月6日－1996年8月14日  |
| 5    | 江國樑 | 1996年8月14日－2002年8月1日  |
| 6    | 黃明永 | 2002年8月1日－2005年8月1日   |
| 7    | 許淑真 | 2005年8月1日－2013年7月31日  |
| 8    | 李美秀 | 2013年8月1日－2021年7月31日  |
| 9    | 宋佩陵 | 2021年8月1日－（現任）       |

## 外部連結
- 屏東縣滿州鄉滿州國民小學官網 （页面存档备份，存于）